# Leichtathletik-Weltmeisterschaften 2023/4 × 100 m der Frauen

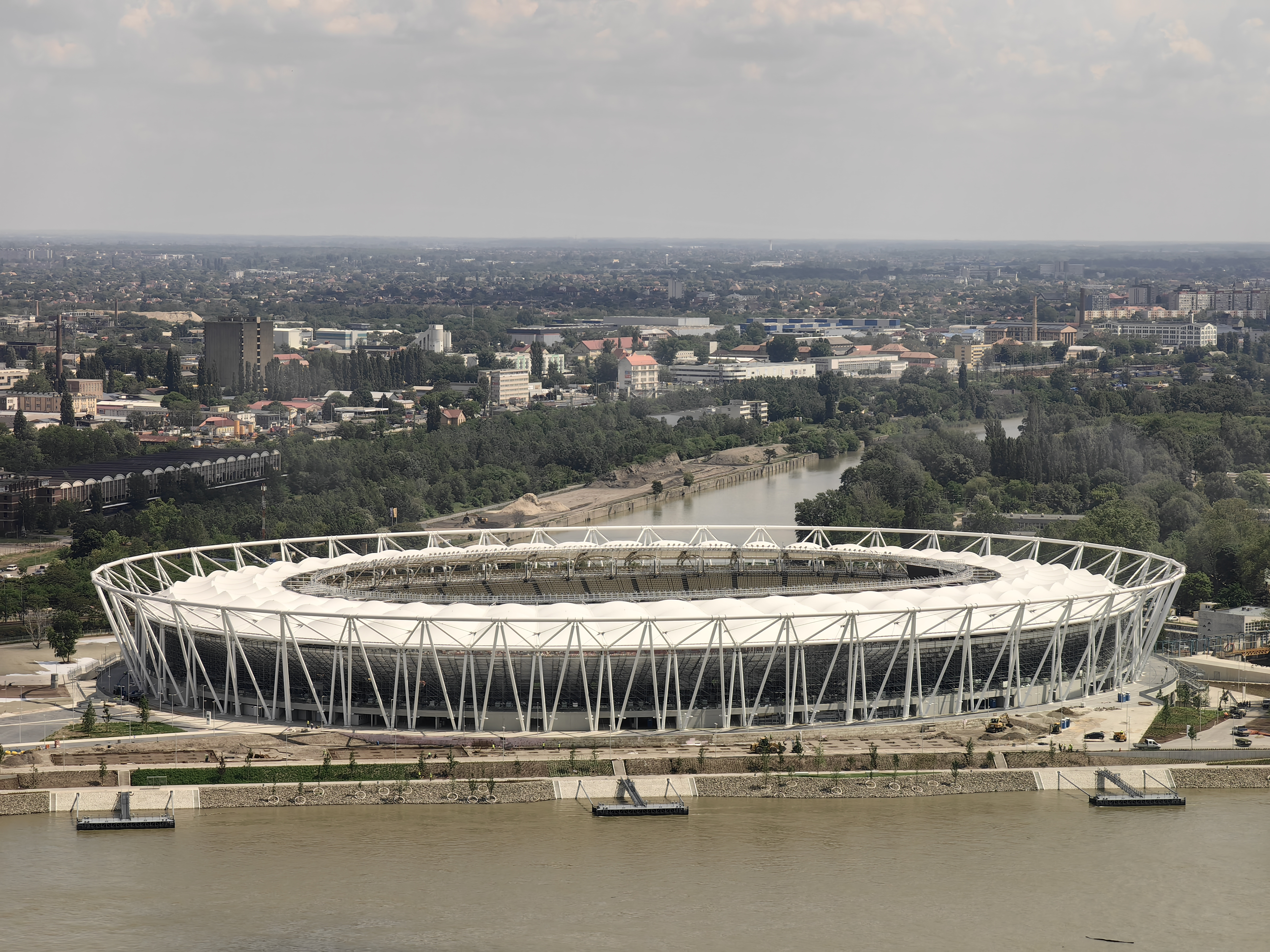
Nemzeti Atlétikai Központ im Mai 2023

Die 4-mal-100-Meter-Staffel der Frauen bei den Leichtathletik-Weltmeisterschaften 2023 fand am 25. und 26. August 2023 im Stadion Nemzeti Atlétikai Központ der ungarischen Hauptstadt Budapest statt.
Weltmeister wurden die Vereinigten Staaten in der Besetzung Tamari Davis, Twanisha Terry, Gabrielle Thomas (Finale) und Sha'Carri Richardson (Finale) sowie den im Vorlauf außerdem eingesetzten Tamara Clark und Melissa Jefferson.

Den zweiten Platz belegte Jamaika mit Natasha Morrison (Finale), Shelly-Ann Fraser-Pryce, Shashalee Forbes und Shericka Jackson (Finale) sowie den im Vorlauf außerdem eingesetzten Briana Williams und Elaine Thompson-Herah.

Bronze ging an Großbritannien in der Besetzung Asha Philip, Imani Lansiquot, Bianca Williams, Daryll Neita (Finale) sowie der im Vorlauf außerdem eingesetzten Annie Tagoe.
Auch die nur im Vorlauf eingesetzten Läuferinnen erhielten entsprechendes Edelmetall. Rekorde und Bestleistungen standen dagegen nur den tatsächlich laufenden Athletinnen zu.

## Rekorde

### Bestehende Rekorde
| Weltrekord               | 40,82 s | USA Tianna Madison, Allyson Felix, Bianca Knight, Carmelita Jeter                           | OS London, Großbritannien      | 10. August 2012 |
| Weltmeisterschaftsrekord | 41,07 s | Jamaika Veronica Campbell-Brown, Natasha Morrison, Elaine Thompson, Shelly-Ann Fraser-Pryce | WM Peking, Volksrepublik China | 19. August 2015 |

### Rekordverbesserungen
Der bestehende Championshiprekord (CR) wurde verbessert und darüber hinaus gab es einen Kontinentalrekord für Afrika sowie zwei Landesrekorde.
- Weltmeisterschaftsrekord:
  - 41,03 s – USA (Tamari Davis, Twanisha Terry, Gabrielle Thomas, Sha'Carri Richardson), Finale am 26. August
- Kontinentalrekord:
  - 41,90 s – Elfenbeinküste (Murielle Ahouré-Demps, Marie-Josée Ta Lou, Jessika Gbai, Maboundou Koné), zweiter Vorlauf am 25. August
- Landesrekorde:
  - 42,14 s – Italien (Zaynab Dosso, Dalia Kaddari, Anna Bongiorni, Alessia Pavese), zweiter Vorlauf am 25. August
  - 43,38 s – Ungarn (Gréta Kerekes, Jusztina Csóti, Boglárka Takács, Anna Kocsis), zweiter Vorlauf am 25. August

## Legende
Kurze Übersicht zur Bedeutung der Symbolik – so üblicherweise auch in sonstigen Veröffentlichungen verwendet:
- CR: Championshiprekord
- Kontinentalrekorde (AR: area record) – AF
- NR: nationaler Rekord
- DSQ: disqualifiziert
- DNF: Wettkampf nicht beendet (did not finish)
- IWR: Internationale Wettkampfregeln
- TR: Technische Regeln

## Vorrunde
Die Vorrunde wurde in zwei Läufen durchgeführt. Die ersten drei Staffeln pro Lauf – hellblau unterlegt – sowie die darüber hinaus zwei zeitschnellsten Teams – hellgrün unterlegt – qualifizierten sich für das Finale.

### Vorlauf 1
25. August 2023, 20:00 Uhr Ortszeit
| Platz | Staffel             | Besetzung                                                                                          | Zeit (s) |
| ----- | ------------------- | -------------------------------------------------------------------------------------------------- | -------- |
| 1     | Jamaika             | Briana Williams (Vorlauf) Elaine Thompson-Herah (Vorlauf) Shashalee Forbes Shelly-Ann Fraser-Pryce | 41,70    |
| 2     | Großbritannien      | Asha Philip Imani Lansiquot Bianca Williams Annie Tagoe (Vorlauf)                                  | 42,33    |
| 3     | Schweiz             | Nathacha Kouni Salomé Kora Géraldine Frey Melissa Gutschmidt                                       | 42,64    |
| 4     | Deutschland a       | Louise Wieland Sina Mayer Gina Lückenkemper Rebekka Haase                                          | 42,78    |
| 5     | Trinidad und Tobago | Akilah Lewis Michelle-Lee Ahye Reyare Thomas Leah Bertrand                                         | 42,85    |
| 6     | Spanien             | Lucía Carrillo Jaël Bestué Paula Sevilla Carmen Marco                                              | 42,96    |
| 7     | Frankreich          | Carolle Zahi Gémima Joseph Hélène Parisot Mallory Leconte                                          | 43,12    |
| DNF   | Australien          | Ebony Lane Bree Masters Kristie Edwards Torrie Lewis                                               |          |

### Vorlauf 2
25. August 2023, 20:09 Uhr Ortszeit
| Platz | Staffel        | Besetzung                                                                      | Zeit (s) |
| ----- | -------------- | ------------------------------------------------------------------------------ | -------- |
| 1     | USA            | Tamari Davis Twanisha Terry Tamara Clark (Vorlauf) Melissa Jefferson (Vorlauf) | 41,59000 |
| 2     | Elfenbeinküste | Murielle Ahouré-Demps Marie-Josée Ta Lou Jessika Gbai Maboundou Koné           | 41,90 AF |
| 3     | Italien        | Zaynab Dosso Dalia Kaddari Anna Bongiorni Alessia Pavese                       | 42,14 NR |
| 4     | Niederlande    | N’ketia Seedo Marije van Hunenstijn Jamile Samuel Tasa Jiya                    | 42,53000 |
| 5     | Polen b        | Pia Skrzyszowska Kryszina Zimanouskaja Magdalena Stefanowicz Ewa Swoboda       | 42,65000 |
| 6     | Kuba           | Laura Moreira Enis Pérez Yarima García Yunisleydis García                      | 43,17000 |
| 7     | Ungarn         | Gréta Kerekes Jusztina Csóti Boglárka Takács Anna Kocsis                       | 43,38 NR |
| 8     | Brasilien      | Gabriela Mourão Vitória Cristina Rosa Ana Azevedo Rosângela Santos             | 43,46000 |
| DNF   | Nigeria        | Justina Tiana Eyakpobeyan Favour Ofili Rosemary Chukwuma Faith Okwose          |          |

## Finale

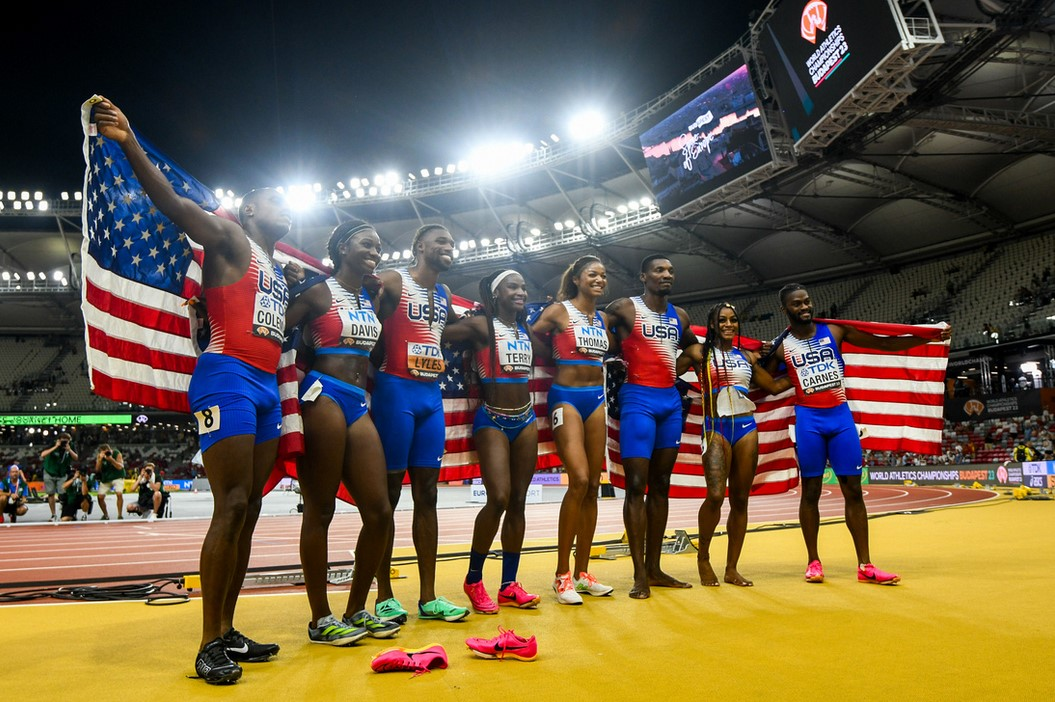
Hier in Budapest liefen Frauen und Männer der USA am selben Tag zum Titelgewinn in der Sprintstaffel (v. l. n. r.): Christian Coleman, Tamari Davis, Noah Lyles, Twanisha Terry, Gabrielle Thomas, Fred Kerley, Sha'Carri Richardson, Brandon Carnes

26. August 2023, 21:53 Uhr Ortszeit
| Platz | Staffel        | Besetzung | Zeit (s)                                    |
| ----- | -------------- | --- | ------------------------------------------- |
| 1     | USA            | Tamari Davis Twanisha Terry Gabrielle Thomas (Finale) Sha'Carri Richardson (Finale) im Vorlauf außerdem: Tamara Clark Melissa Jefferson                 | 41,03 CR                                    |
| 2     | Jamaika        | Natasha Morrison (Finale) Shelly-Ann Fraser-Pryce Shashalee Forbes Shericka Jackson (Finale) im Vorlauf außerdem: Briana Williams Elaine Thompson-Herah | 41,21000                                    |
| 3     | Großbritannien | Asha Philip Imani Lansiquot Bianca Williams Daryll Neita (Finale) im Vorlauf außerdem: Annie Tagoe                                                      | 41,97000                                    |
| 4     | Italien        | Zaynab Dosso Dalia Kaddari Anna Bongiorni Alessia Pavese                                                                                                | 42,49000                                    |
| 5     | Polen          | Pia Skrzyszowska Kryszina Zimanouskaja Magdalena Stefanowicz Ewa Swoboda                                                                                | 42,66000                                    |
| 6     | Deutschland    | Louise Wieland Sina Mayer Gina Lückenkemper Rebekka Haase                                                                                               | 42,98000                                    |
| DNF   | Elfenbeinküste | Murielle Ahouré-Demps Marie-Josée Ta Lou Jessika Gbai Maboundou Koné                                                                                    |                                             |
| DNF   | Niederlande    | N’ketia Seedo Lieke Klaver Nadine Visser Tasa Jiya |                                             |
| DSQ   | Schweiz        | Nathacha Kouni Salomé Kora Géraldine Frey Melissa Gutschmidt                                                                                            | IWR 170, TR24.7 Wechselraum- überschreitung |

## Videolink
- 4 x100m Relay women Final World Athletics Championships Budapest 2023, youtube.com, abgerufen am 21. September 2023